# Rubricacaecilia monbaroni
Rubricacaecilia monbaroni es una especie extinta de anfibio gimnofión que vivió a comienzos del período Cretácico en lo que hoy es Marruecos.